# Stazione di Kramators'k
La stazione di Kramators'k è lo scalo ferroviario di Kramators'k nella Oblast' di Donec'k in Ucraina e risale alla seconda metà del XIX secolo. Si trova in uno snodo tra linee che vanno in direzione nord - sud e est - ovest e che collegano la città ad altri centri del Paese tra cui Kiev, Odessa e Kostjantynivka.

## Storia

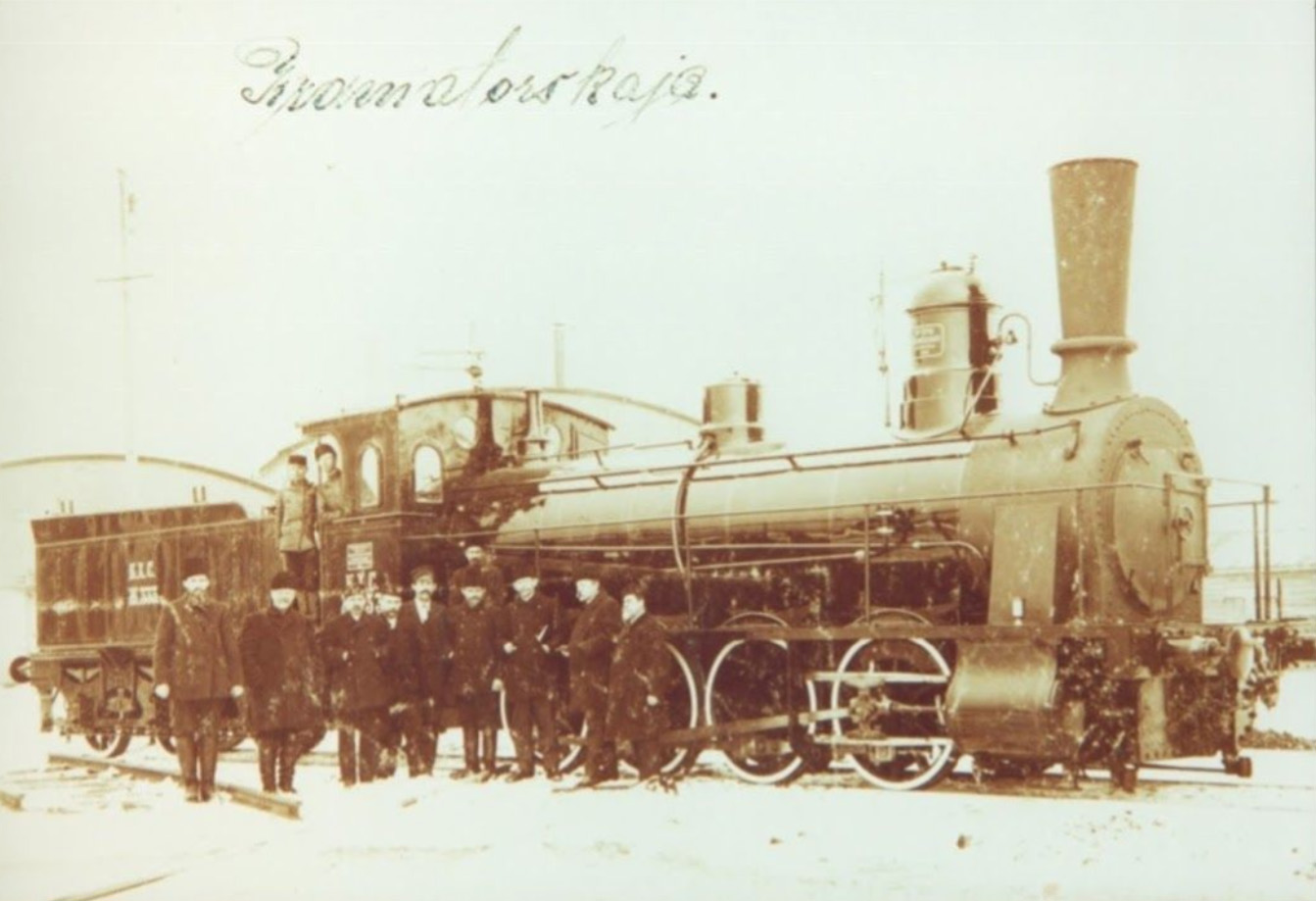
Locomotiva in servizio sulla linea ferroviaria all'inizio del XX secolo

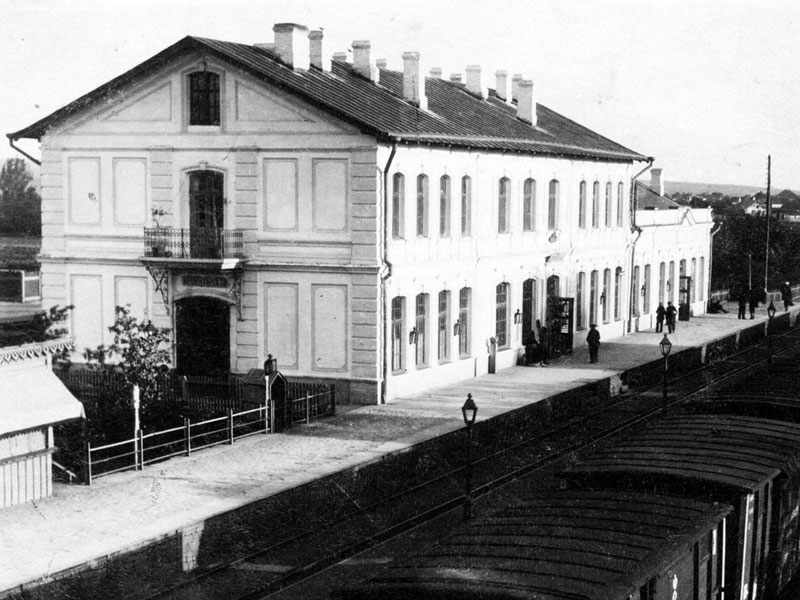
Edificio della stazione sino all'inizio della seconda guerra mondiale

Binari con traffico merci

La stazione venne edificata quando, a sud di Slov"jans'k nel 1868, si iniziò a costruire la linea ferroviaria e il sito di Kramators'k si trovò in posizione adatta, trovandosi in un incrocio di linee. all'inizio la ferrovia fu a binario unico. Il completamento della struttura venne realizzato nel 1879 e l'edificio, ormai in pietra, aveva due piani. Negli stessi anni cresceva il centro abitato. Durante la seconda guerra mondiale l'edificio storico venne distrutto e nel 1952 fu ricostruito su progetto dell'architetto Syromyatnikov. Un vecchio locomotore è stato posto nel piazzale della stazione nel 2021 come monumento, a ricordo del modello prodotto dall'Unione Sovietica sino al 1957.
Nell'aprile 2022 la stazione è stata colpita durante l'invasione russa dell'Ucraina e vi sono state diverse vittime.

## Strutture e servizi
La stazione opera 24 ore su 24, con convogli merci e treni passeggeri a lunga percorrenza, treni extraurbani e regionali. Offre i normali sevizi di assistenza viaggiatori e inerenti ai documenti di trasporto a lunga distanza, al deposito, servizi igienici e altri. Nella piazza antistante la stazione vi sono le fermate dei mezzi pubblici urbani.
Collegate alla stazione ci sono officine per la riparazione e manutenzione del materiale ferroviario.